# タイワンタガメ
タイワンタガメ（Lethocerus indicus）は、カメムシ目（半翅目）コオイムシ科タガメ亜科タイワンタガメ属 Lethocerus（旧：タガメ属）に属する水生昆虫（水生カメムシ類）の一種である。
インドから台湾にかけて広く分布し、中国や東南アジアでは食材として利用されている。日本国内で記録された水生昆虫類としては最大種であるが、国内では与那国島（南西諸島・八重山列島 / 沖縄県八重山郡与那国町）でしか記録がなく、また1970年代後半を最後に発見されておらず、すでに絶滅した可能性も指摘されている。

## 形態
体長はメス成虫の場合は74.0 - 80.0ミリメートル（mm）で、オス成虫の場合はより小さく64.0 - 77.6ミリメートルである。体は灰色で眼球は大きく球形に突出する。日本本土に生息するタガメ Kirkaldyia deyrolli によく似ているが、以下の点で区別できる。
- 前脚が小さい点[1] - タガメは体に対し前脚が大きい[11]。
- 複眼は円形に近く、眼間が狭い点 - タガメの複眼は三角形で眼間はやや幅広い三角形[12]。
- タガメよりさらに幅広く偏平な後脚[1]
- 本種はタガメに見られる後縁の横溝を欠き、小楯板・前翅に暗色条がある点[9]

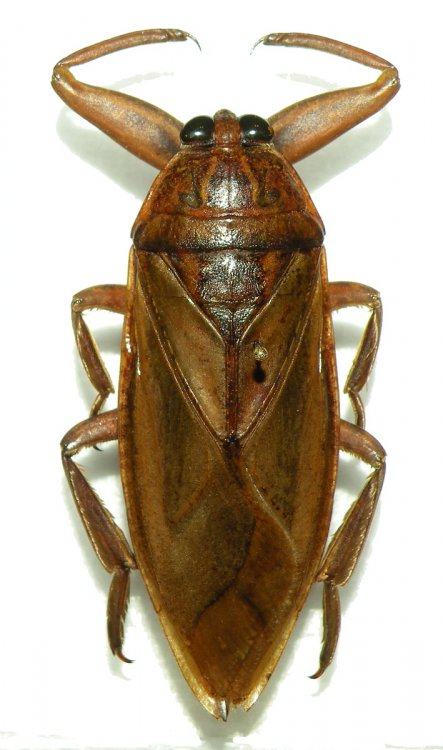
類似種のL.patruelis

- 類似種のL.patruelis胸部に逆V字形の斑紋がある点(この斑紋は近縁種のL.cordofanusやL.patruelis、L. insulanusなどにもある。)

成虫は雌雄ともに独特の匂いを出すが、その成分は雌雄で異なる。後述のように人間が食用として用いる場合はオス成虫の方がメス成虫より芳香の評価が高く、オスのほうがより高値で取引される。

## 生態
清水域で水量が安定しており水生植物が豊富な止水域に生息する。タイワンタガメ・日本本土のタガメを含め世界各地には様々なタガメ属の昆虫が生息するが、それぞれ生息地の自然環境による差はあれど行動様式はいずれもかなり近似している。

## 分布
南アジア・東南アジア・中華人民共和国（中国）南東部・朝鮮半島・台湾に分布する。
日本唯一の生息地であり、分布北限域に当たる与那国島では1957年に記録されたが、1970年代後半に1個体が確認されて以来記録がなく2018年時点で絶滅危惧IA類 (CR)（環境省レッドリスト）に指定されている。与那国島では既に生息可能な環境のほとんどが消失し、長年にわたり記録されていないため「絶滅に近い危機的な状況」と推測されている。与那国島からの記録が途絶えた背景には「池沼など生息域環境が埋め立て・圃場整備などにより悪化・消失したこと」「農薬使用による水質汚染」が考えられているほか、市川憲平は「台湾における個体数が減少したため、台湾からの飛来が途絶えたためだろう」と推測している。
なお与那国島産の個体は海外産よりやや小型だったため独特な地理変異の可能性が指摘されている。タガメは本種が記録された与那国島に加え、隣接する西表島でも記録されているが、本種は与那国島でしか記録されていない。
日本産のタガメと同様に農薬など化学的水質汚染への耐性は低く、食材として知られている東南アジアでも農業の近代化に伴い生息状況が悪化している。

## 人間との関わり
日本のペットショップでは稀に「ビルマオオタガメ」「ジャワオオタガメ」など産地名付きの通称で販売されている。飼育は日本産のタガメより難しいが南アメリカ産のナンベイオオタガメと比較すれば容易であり、上手に飼えば長期飼育・繁殖も可能である。

### 食用

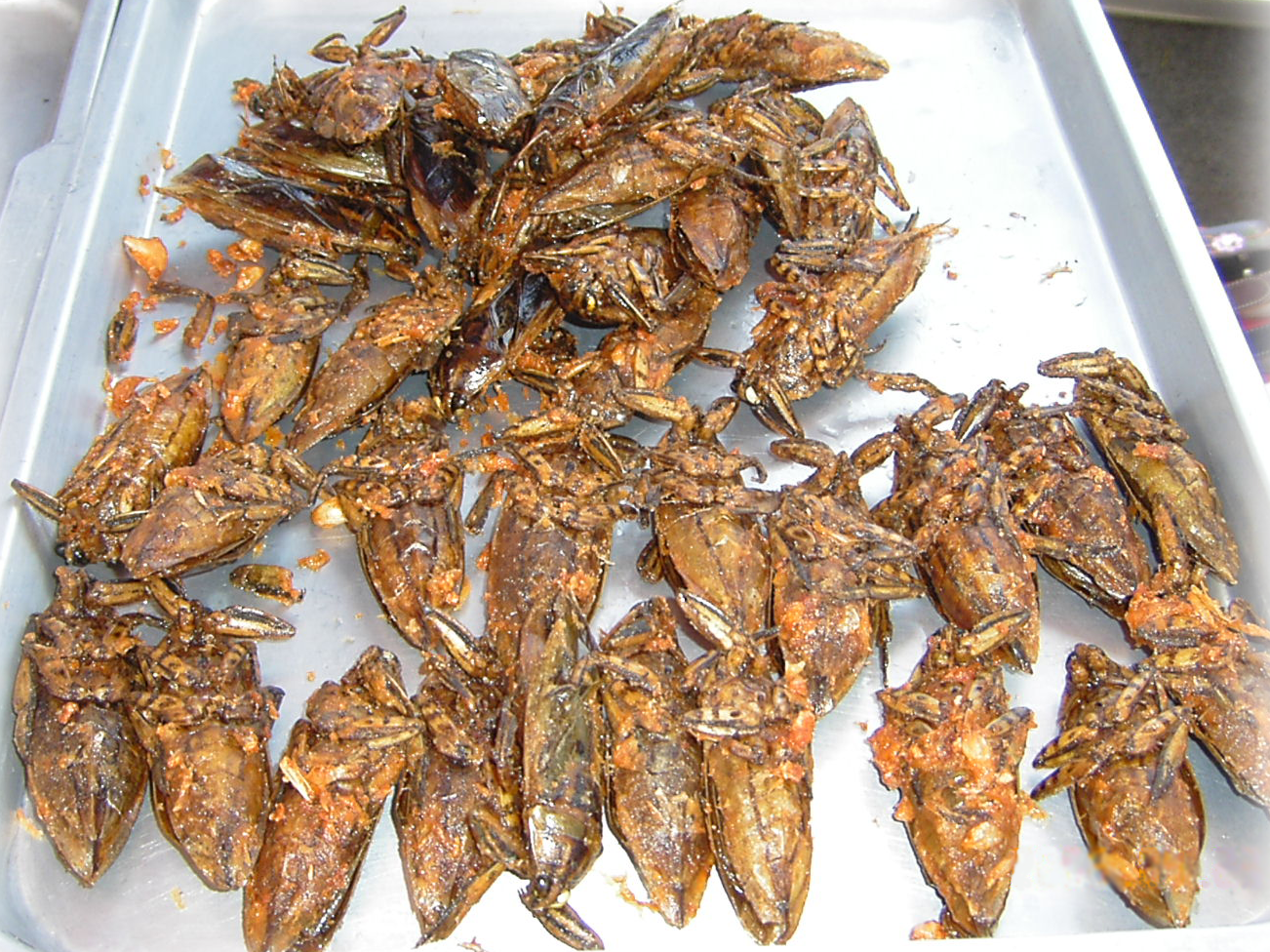
油で揚げたタイワンタガメ（タイ王国）

中国南部・華南地方 - インドシナ半島（タイ王国など）では伝統的に食用にされている。特にタイでは食材として多量に消費されており、三橋淳(2010)は「タイの食用昆虫と言えばタイワンタガメを置いては語れない」と評している。
本種はタイでは「แมลงดา(メンダー)」と呼ばれて料理の香り付け・塩茹で・佃煮などで食用とされ、早朝の市場では人気が高く生きたまま、もしくは調理済みで売られている。タガメ属のオス成虫は繁殖期に青林檎のような芳香を放つようになるが本種は特にその香りが強い。中でもオスはメスより強い芳香を持つため、2000年当時の1頭当たりの価格はオスが日本円で約80円程度、メスはオスの約5分の1程度であったが、2020年現在はオスが約100円程度メスが約70円程度である。
- また都築(2003)ではその芳香を「パイナップル・バナナに似た芳香」と表現している[18]。
- 高野秀行はタイワンタガメの芳香を「キンモクセイ（桂花）・ライム・ユズのようなもの」と評している[21]。

蒸したメス成虫を食べる際には翅を取り除き、腹部を割って中の卵塊を取り出して食べるが、卵塊は粘り気の強い魚卵のような触感で美味とされる。オスの場合は胸部・脚部に詰まった筋肉を穿り出して食べる。
タガメは肉食性の水生昆虫であるためかつての日本では養魚場の大害虫だった一方、タイでは山間部の蛋白源として不可欠な益虫であり、成虫が灯火に集まる習性（正の走光性）を利用して採集する。夜間に照明に飛来した野生個体の成虫を捕獲する（ライトトラップ）ことが多いが、ため池で養殖する場合もあり、近年では養殖法を解説した本が出版されたり、淡水魚の養殖池に発生したものを利用する場合もある。タイにおける昆虫食文化は魚介類に乏しい内陸部（特に北部）で盛んであり、タイワンタガメ（メンダ）は北部・東北部の市場で普通に売られているが、昆虫食文化の乏しい首都バンコクでもセスジツチバッタとともに食用として人気が高い。
またタイでは臭腺液が様々な食材に芳香を付けるエッセンスとして利用されるほか、「ナムプリック・メンダ」（Nam prik mangda）というタガメの香りが着いた香辛料がある。これはウドーンターニー県・ハジャイにて「カピとタイワンタガメを火であぶり、タイワンタガメの肉にカピニンニクと唐辛子を加えてすりつぶして水で伸ばす」という調理方法で生産されている。この「ナム・プリック・メンダ」は日本人からすればかなり辛く「唐辛子の辛さでタガメの香りはあまり感じられない」ほどだが、タガメ独特の果実風の味・香りを持ち、現地ではこれをご飯にかけたり野菜に付けて食べたりする。またタイではすり潰したペーストが調味料として売られているほか、シュリンプペーストの香り付けに使われる例もあり、タガメの香りを再現した化学調味料も市販されている。タイワンタガメはタイ国内で流通するのみならずアメリカ合衆国に在住するタイ人（在米タイ人）のために輸出もされており、1980年代にはカリフォルニア州・バークレーのタイ食品店で販売されていた記録がある。
タイ以外の生息地各国でも以下のように食用として利用されている。
- ベトナム - タイと同様にその肉を食べたり臭腺液を香料として得るために利用されており[22]、翅・脚・尾部の突出物を取り除いた上で炭火焼きにしたり水蒸気で蒸したりしてヌクマムを付けて食べたり、細かく刻んで油で炒めて食べたりする[26]。
- ラオス - 蒸したタイワンタガメにエビソースをつけて食べる[27]。1995年に三田村敏正が「首都ヴィエンチャンでタイワンタガメの串焼きが6匹約50円で売られていた」と記録している[28]。
- 中国・広東省 - 塩茹で・唐揚げにして食べる[29]。広州ではタイワンタガメの山椒塩漬けが「椒塩桂花蝉」と称して販売されている[30]。
- インド - 東部ナガランド州に在住する少数民族・アオナガ族が食用として利用している[31]。
- ミャンマー - 旧首都ヤンゴン（ラングーン）付近にて水銀灯に飛来する成虫を採集し、炭火で焼いて脚などの肉を穿り出して食べる[32]。
- シンガポール - Hoffmann (1947) が「タイワンタガメで香りを付けた塩が売られていた」と記録している[8][33]。